# Huitán
Huitán é um município do departamento de Quetzaltenango da região sudoeste da Guatemala.

## História
Anteriormente era chamado "Tal-Much" que em língua mam significa Pequeno. Seus primeiros habitantes vindos de Cajolá, chegaram a uma terra chamada "Paxoj" que significa Cova dos coiotes e estavam em busca de pastos para alimentar suas ovelhas, cabras e outros animais. Os pastores devido às dificuldades de transitar de Cajolá até Paxoj decidiram ficar durante todo o inverno nessas terras para poder alimentar seus rebanhos. Começaram com o tempo a construir casas e a estabelecerem-se definitivamente nessas terras.
Moradores dos municípios de San Carlos Sija, San Lorenzo e San Marcos deram-se conta das abundantes colheitas que se produziam em Paxoj e começaram a migrar para o lugar.
O município de Huitán foi fundado em 1886. A economia é baseada na agropecuária e artesanato.